# 28 (číslo)
Dvacet osm je přirozené číslo. Následuje po číslu dvacet sedm a předchází číslu dvacet devět. Řadová číslovka je dvacátý osmý nebo osmadvacátý. Římskými číslicemi se zapisuje XXVIII.

## Matematika
Dvacet osm je
- druhé dokonalé číslo (první je 6 a následující 496)
- Protože všechna sudá dokonalá čísla jsou šestiúhelníková, je šestiúhelníkové číslo také 28.
- trojúhelníkové číslo

## Chemie
- 28 je atomové číslo niklu

## Ostatní
- počet dnů v únoru podle gregoriánského kalendáře (kromě přestupných roků, kdy má 29 dní)
- počet let v jednom cyklu gregoriánského kalendáře, protože týden má sedm dní a přestupný rok nastane každé čtyři roky; kalendář před 28 lety byl stejný jako tento rok (například 1981 = 2009) (tento cyklus se skládá z čtyř podcyklů o délce 6, 5, 6 a 11 let); ale například rok 1910 nemá stejný kalendář jako rok 1882, protože rok 1900 (a stejně tak 1800, 1700, 2100 atd.) není přestupný
- počet písmen v arabské abecedě
- počet dominových kamenů v klasickém dominu
- Skupina [28] – skupina fotografů z České republiky a z Rakouska
- Omezení jízdy vlaků v knižních jízdních řádech v hlavičkách vlaku - takto označené vlaky jedou v den, který je pracovní, nebo v den předcházející pracovnímu dni (zpravidla se týká večerních vlaků)

## Roky
- 28
- 28 př. n. l.
- 1928